# 杜建時
杜 建時（と けんじ、繁体字: 杜建時; 簡体字: 杜建时; 拼音: Dù Jiànshí; ウェード式: Tu Chien-shih、1907年5月28日（清光緒33年4月17日） - 1989年11月7日）は、中華民国の軍人、中華人民共和国の政治家。字は際平。

## 事績

### 軍事・外交での貢献
1918年（民国7年）天津南開中学に入学し、1922年（民国11年）、北京勵志中学に転入した。1926年（民国15年）から軍人の道に転じて東北軍に加入、砲兵教導団で昇進を重ねている。1927年（民国16年）、東北陸軍講武堂第7期に入学し、翌1928年（民国17年）秋に卒業した。1932年（民国21年）、南京の陸軍大学第10期に入学し、1935年（民国24年）4月に卒業している。同年12月からは陸軍大学兵学教官に就任し、翌1936年（民国25年）5月には砲兵中校となる。同年秋、アメリカに留学してカンザス州のアメリカ陸軍指揮幕僚大学に入学した。その後、カリフォルニア大学で国際関係論を学び、法学博士号を取得した。
日中戦争（抗日戦争）勃発後の1939年（民国28年）に杜建時は帰国し、国民政府軍事委員会第9戦区副参謀長と中央陸軍軍官学校長沙分校主任に就任した。1941年（民国30年）、陸軍大学教務処副処長となり、まもなく処長に昇格している。1942年（民国31年）、国民政府軍事委員会国防研究院副主任となり、翌1943年（民国32年）4月、中国国民党中央訓練団教育委員会委員となる。同年11月にはカイロ会談に出席する蔣介石に随従、その翌月に参軍となった。直後に連合国東南アジア軍副最高司令官ジョセフ・スティルウェルが訪中すると、蔣介石から杜が随従通訳に任命され、様々な連合国軍首脳会談に出席している。1945年（民国34年）3月には陸軍少将に昇進、翌月には中国代表団の一員としてサンフランシスコ会議に出席した。

### 国共内戦で捕縛、晩年
日中戦争終結後の8月に、杜建時は天津市副市長兼北寧鉄路中将護路司令、天津党政接収委員会副主任などに任命された。翌1946年（民国35年）1月、参軍から免ぜられ、10月には天津市市長に昇進、国民政府における最後の天津市長となった。国共内戦末期の1949年（民国38年）1月、中国人民解放軍により天津が陥落し、天津警備司令の陳長捷らと共に捕虜とされてしまう。以後、天津人民法院により戦犯と認定され、長期拘留に処された。
約12年の拘留の末、1961年12月に杜建時はようやく釈放された。その後は中国人民政治協商会議（政協）文史資料研究委員会専員となり、1982年11月には第5期政協全国委員会常務委員会委員に選出されている。翌1983年5月にも第6期全国委員会委員となり、8月には政協文史資料研究室副主任に任ぜられた。同年12月、中国国民党革命委員会（民革）第6期中央委員に選出され、1988年3月には第7期政協全国委員となっている。1989年11月7日、病没。享年83（満82歳）。

## 注
1. ↑  徐主編（2007）、421頁による。劉国銘主編（2005）、796頁は、1904年（光緒30年）生まれとする。
2. ↑  劉国銘主編（2005）、796頁は北京大学予科での学歴もあるとしている。
3. ↑  劉国銘主編（2005）、796頁は東北陸軍講武堂「北平分校」で学んだとしている。
4. 1 2 3  徐主編（2007）、421頁。
5. 1 2 3 4  劉国銘主編（2005）、796頁。
6. ↑  徐主編（2007）、421-422頁。